# Wydział Nauk o Zdrowiu Uniwersytetu Medycznego w Lublinie
Wydział Nauk o Zdrowiu Uniwersytetu Medycznego w Lublinie – jeden z czterech wydziałów Uniwersytetu Medycznego w Lublinie. Jego siedziba znajduje się przy ul. Staszica 4 w Lublinie (Collegium Maximum). Powstał 25 czerwca 1969 roku.

## Struktura
- Katedra Chirurgii i Pielęgniarstwa Chirurgicznego
- Katedra i Klinika Ginekologii i Endokrynologii Ginekologicznej
- Katedra Interny z Zakładem Pielęgniarstwa Internistycznego
- Katedra i Zakład Pielęgniarstwa Neurologicznego
- Katedra i Zakład Pielęgniarstwa Pediatrycznego
- Katedra i Zakład Zarządzania w Pielęgniarstwie
- Katedra Nauk Humanistycznych
- Katedra Onkologii i Środowiskowej Opieki Zdrowotnej
- Katedra Rehabilitacji, Fizjoterapii i Balneoterapii
- Katedra Rozwoju Pielęgniarstwa
- Katedra Zdrowia Publicznego
- Pracownia Technik Diagnostycznych
- Samodzielna Pracownia Epidemiologii
- Samodzielna Pracownia Metod Informatycznych i Zdalnego Nauczania
- Studium Wychowania Fizycznego i Sportu
- Zakład Dietetyki Klinicznej
- Zakład Farmakologii
- Zakład Informatyki i Statystyki Medycznej
- Zakład Pielęgniarstwa Anestezjologicznego i Intensywnej Opieki Medycznej
- Zakład Pielęgniarstwa Psychiatrycznego
- Zakład Podstaw Położnictwa
- Zakład Położnictwa, Ginekologii i Pielęgniarstwa Położniczo-Ginekologicznego
- Zakład Ratownictwa Medycznego[3]

## Kierunki studiów
- pielęgniarstwo
- położnictwo
- zdrowie publiczne
- fizjoterapia
- ratownictwo medyczne
- dietetyka[1]

## Władze
Dziekan: prof. dr hab. n. med. Irena Wrońska

Prodziekani: dr hab. n. o zdr. Grażyna Iwanowicz-Palus, dr hab. n. med. Anna Ksykiewicz-Dorota oraz prof. dr hab. n. med. Henryk Wiktor